# Дом Деммин
Дом Деммин (нем. Haus Demmin) — название, которое относится к руинам поморского княжеского замка на воде, и к усадьбе, где сливаются реки Пене и Толлензе, около одноимённого города Деммин. Руины замка являются самым старым сохранившимся светским зданием в Померании и считаются «колыбелью» этого региона.

## История замка
Уже в VIII столетии на этом месте, в устье рек Толлензе в Пене, существовали крепостные валы славянского поселения. В 1127 году встречается первое упоминание сооружения под названием Старый замок. В 1128 году, епископом Оттоном Бамбергским, в его миссионерском путешествии, это место было использовано в качестве лагеря, и здесь же он встретился с поморским князем Вартиславом I. В XII веке замок был расширен. В документах отмечено в 1170 году основание Деммина. Центральное здание, построенное в виде круглого подземелья из кирпича, было отнесено к исторической башне, которая была построена до 1200 года, что делает её самым старым светским сооружением в Померании, до смерти Вартислава III. В 1264 году здесь жили князья Померании-Деммина.
В последующем территориальном разделении княжества Померании, с 1295 года Дом Деммин вошёл в земли Померания-Щецин, а город Деммин в Померанию-Вольгаст. Дом Деммин был до конца XV века центром княжества и служил в качестве места нахождения войта. Это был также важный таможенный пост в месте слияния рек Пене и Толлензе, рядом с границей с Мекленбургом.
Герцогский советник Питер Подевильс получил дом Деммина от князя Богуслава X, сначала в качестве залога, затем в 1512 году как вотчину. В Тридцатилетней войне замок был захвачен шведскими и имперскими войсками, пока он полностью не сгорел в 1631 году, за исключением башни. В 1648 году замок был восстановлен известным шведским строителем крепостей Эриком Дальбергом. Ранее Подевильсы переехали в соседний Санцков. Позднее потомки семьи вернулась в соседнюю деревню Форверк. А сам замок оставался необитаемым до середины XIX века.
В 2007 году был подготовлен проект ремонта руин замка для сохранения существующих строений. То, что получилось в результате сильно критикуется с точки зрения сохранения памятника.

## Усадьба
В 1840 году семья Подевильс построила особняк в стиле позднего классицизма, который был смоделирован как французский барочный дворец. В 1881 году он стал собственностью семьи фон Рор, пока он не был экспроприирован в 1945 году. В период с 1948 по 1986 годы объект служил интернатом и школой.
В 1991 году дом был возвращён семье фон Рор. В 1998 году здание сгорело дотла. После реконструкции моста через реку Толлензе и остановки разрушения здания, собственность вернулась во владение ганзейского города Деммин. В 2006 году концепция использования памятника была представлена в виде дипломной работы в качестве административного штаба для запланированного Фонда национального парка Пенеталь. Дом Деммин был выставлен на продажу агентством по развитию бизнеса земли Мекленбург-Передняя Померания на ярмарке недвижимости Expo Real 2016.

### Описание
Особняк был трёх с половиной этажным сооружением, с двухэтажными боковыми крыльями. Стены украшены штукатуркой. Верхние оконные проёмы, верхних этажей, имеют плоские дугообразные подвески. В крышах были чердаки. На высоких столбах, перед третьим этажом, есть терраса, которая сохранилась в сгоревших руинах. В одной из комнат были обои, на которых были изображены замок Подевильсов «Кранген» и новая усадьба.

## Галерея

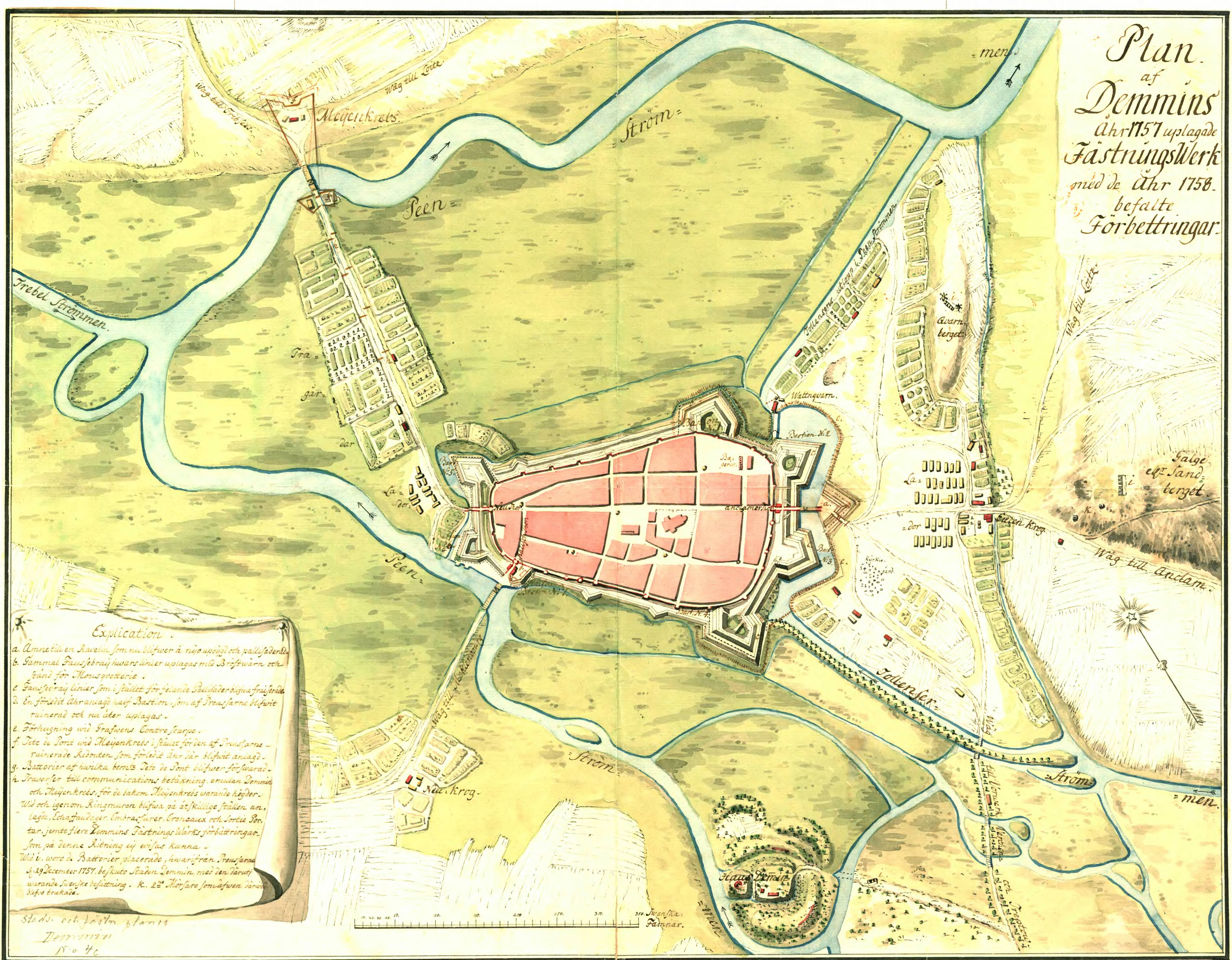
Замок на карте 1758 года
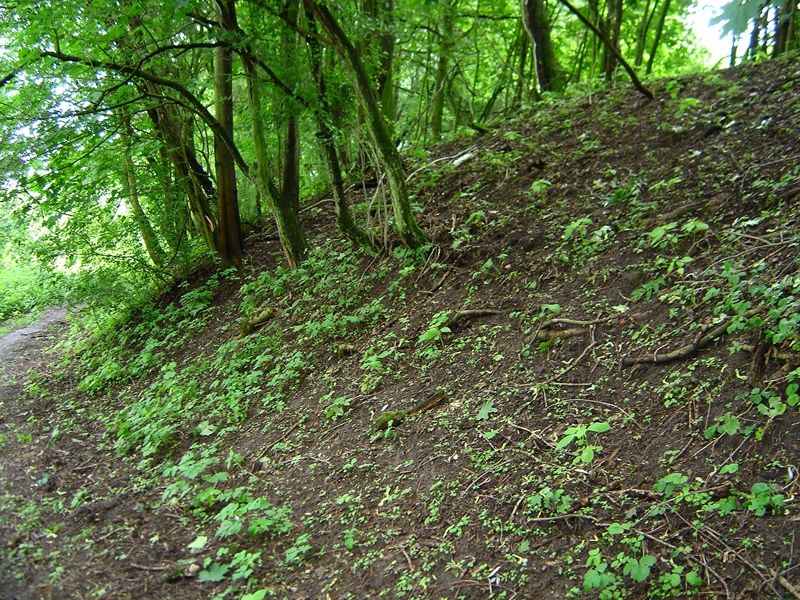
Остатки оборонительного вала замка
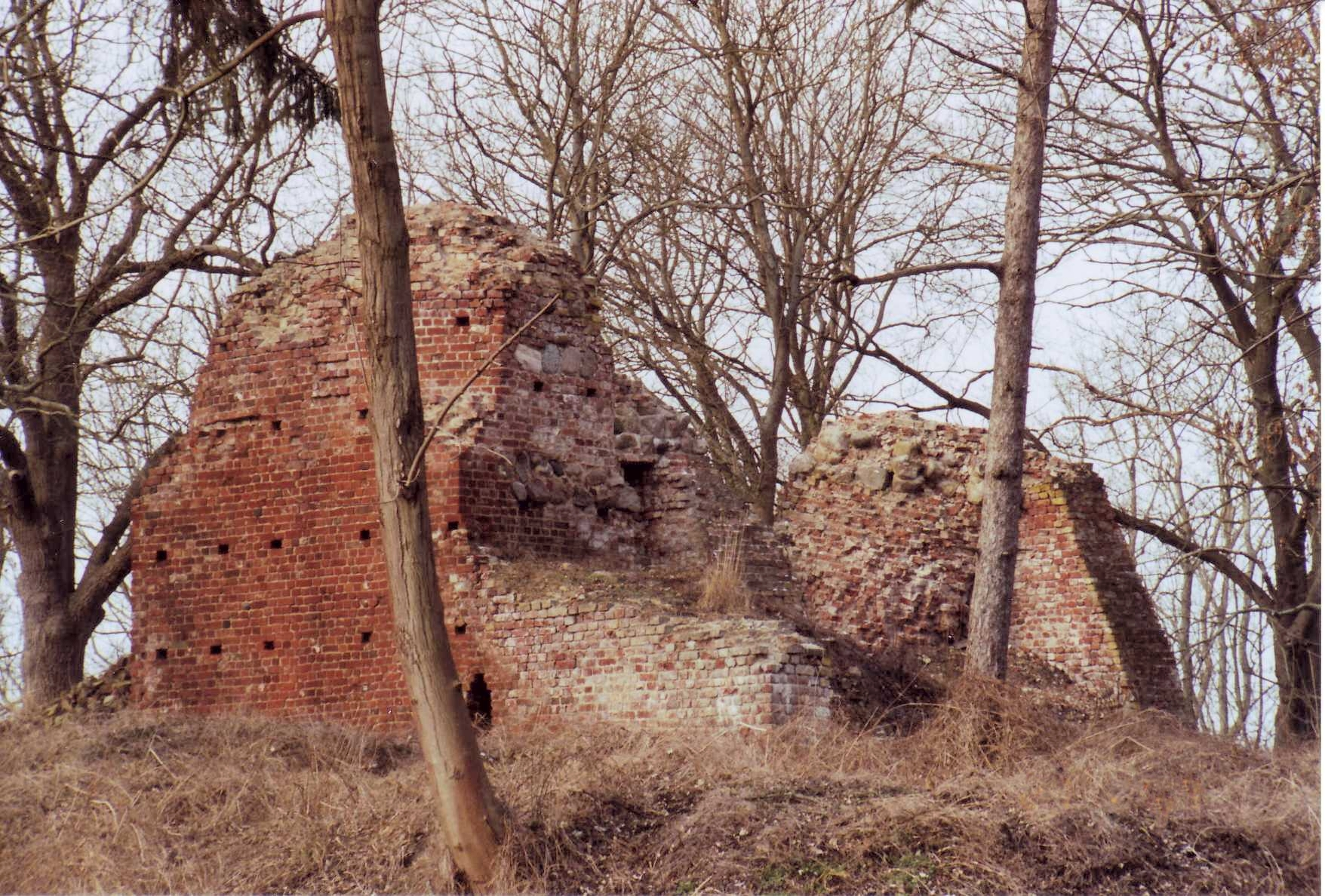
Руины замка (до реставрации)
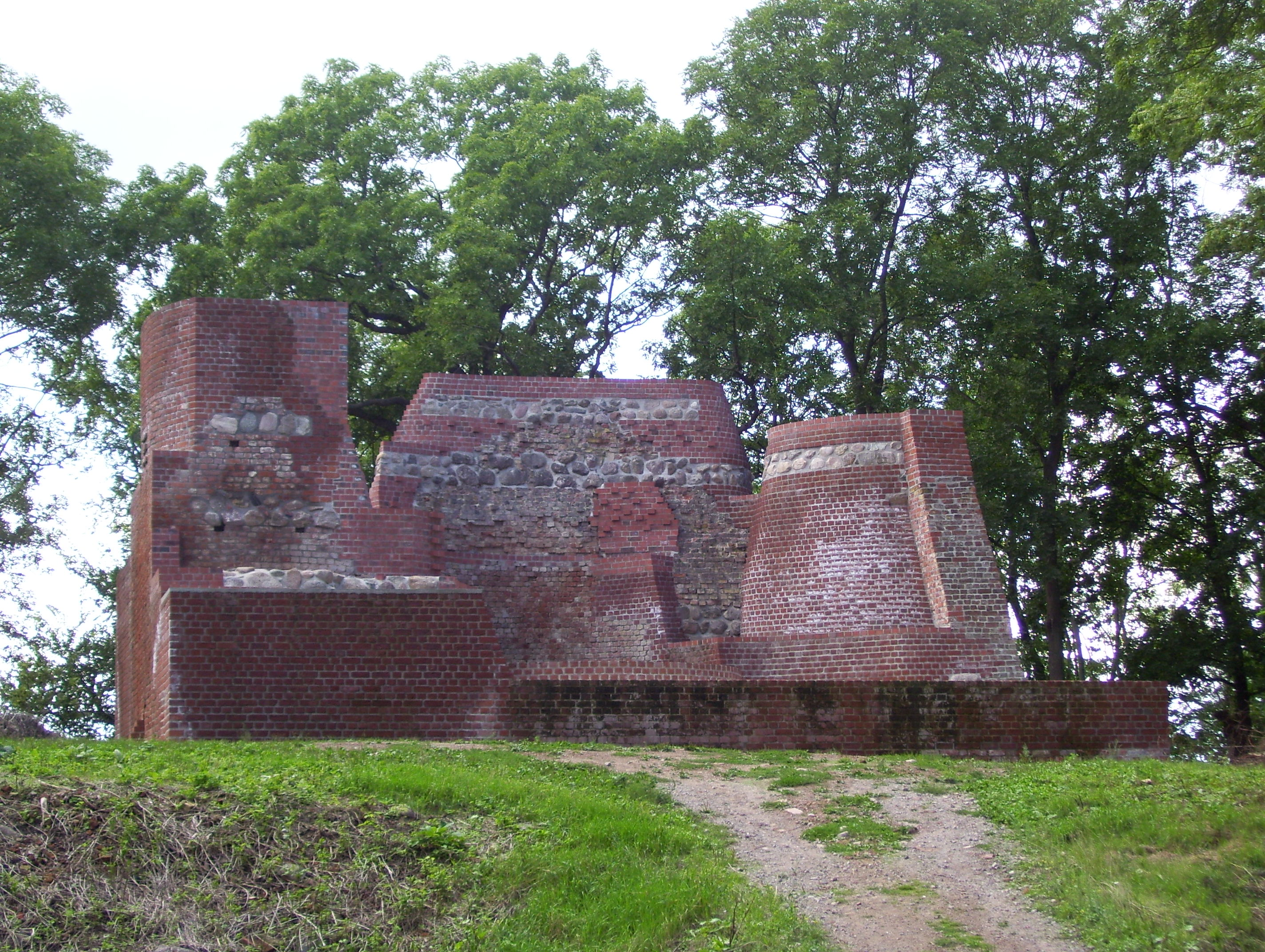
Руины замка после реставрации (восточная сторона)
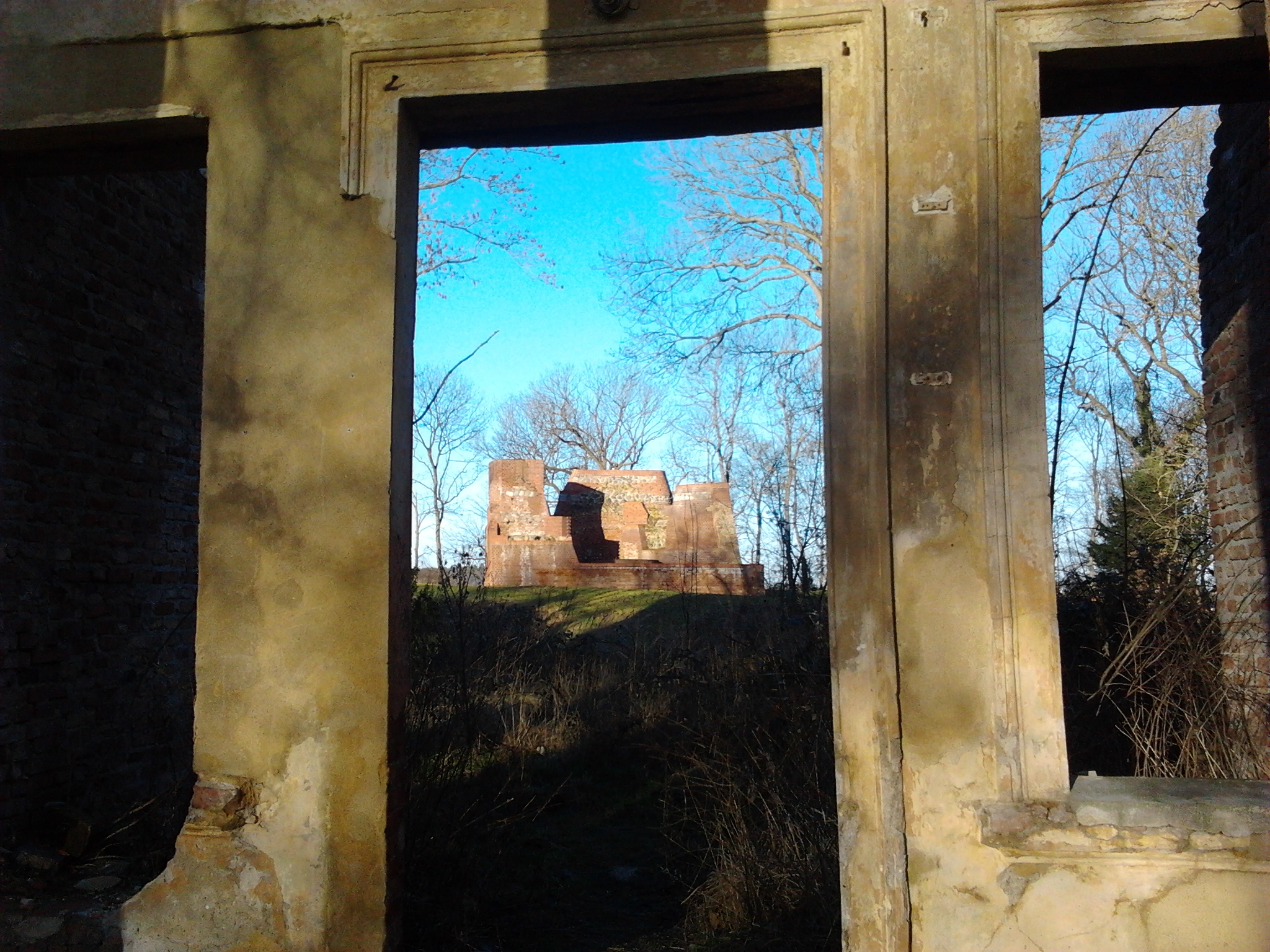
Вид на замок через главный вход в усадьбу
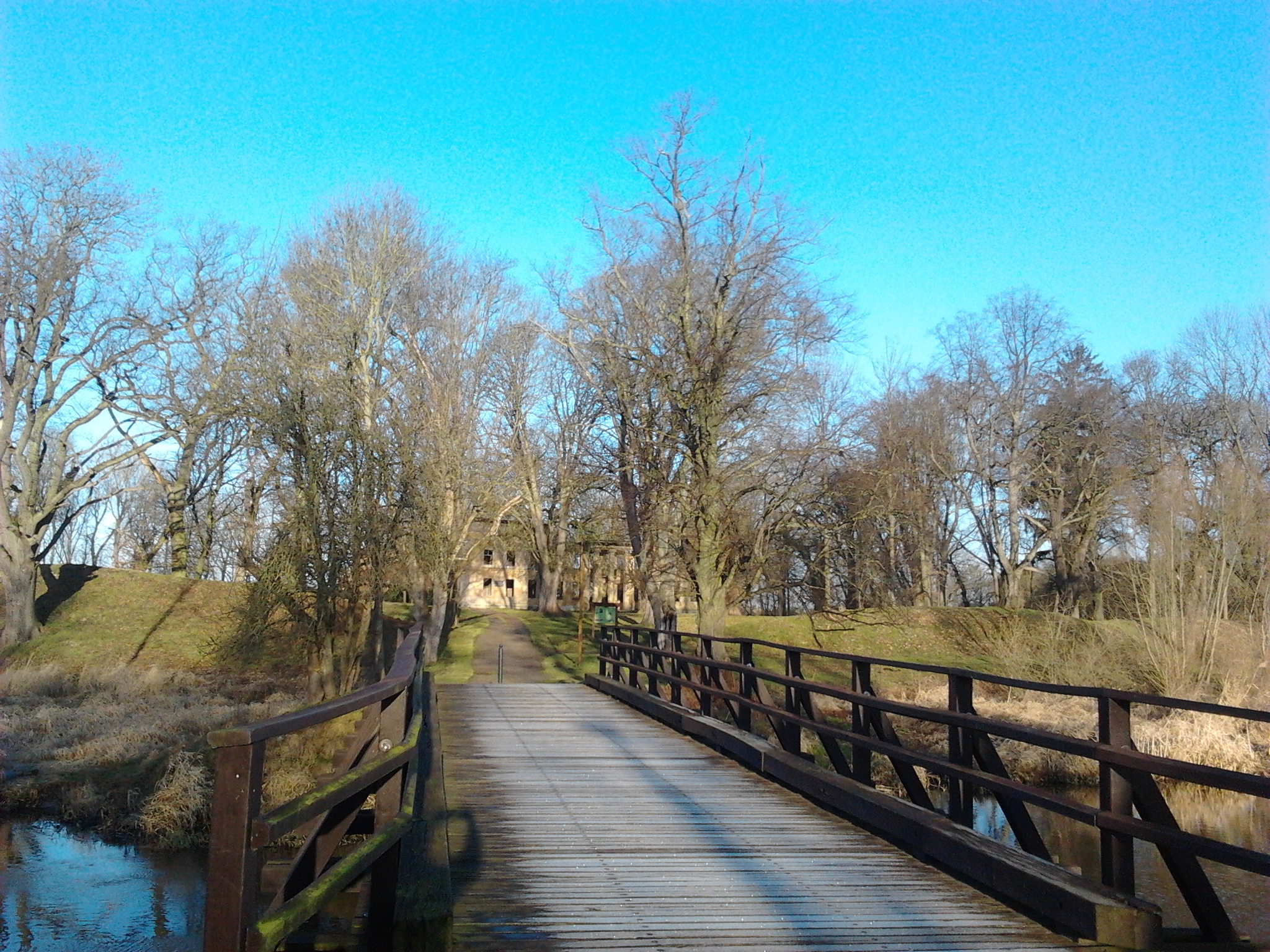
Мост через реку Толлензе ведущую в усадьбу Деммин
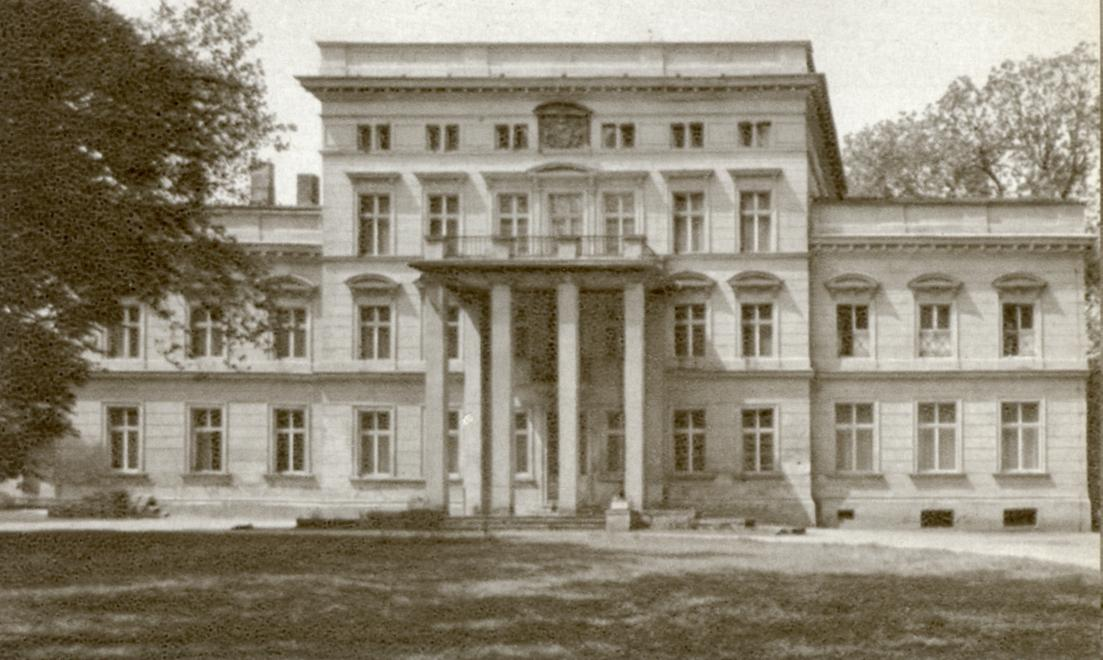
Усадьба в 1970 году
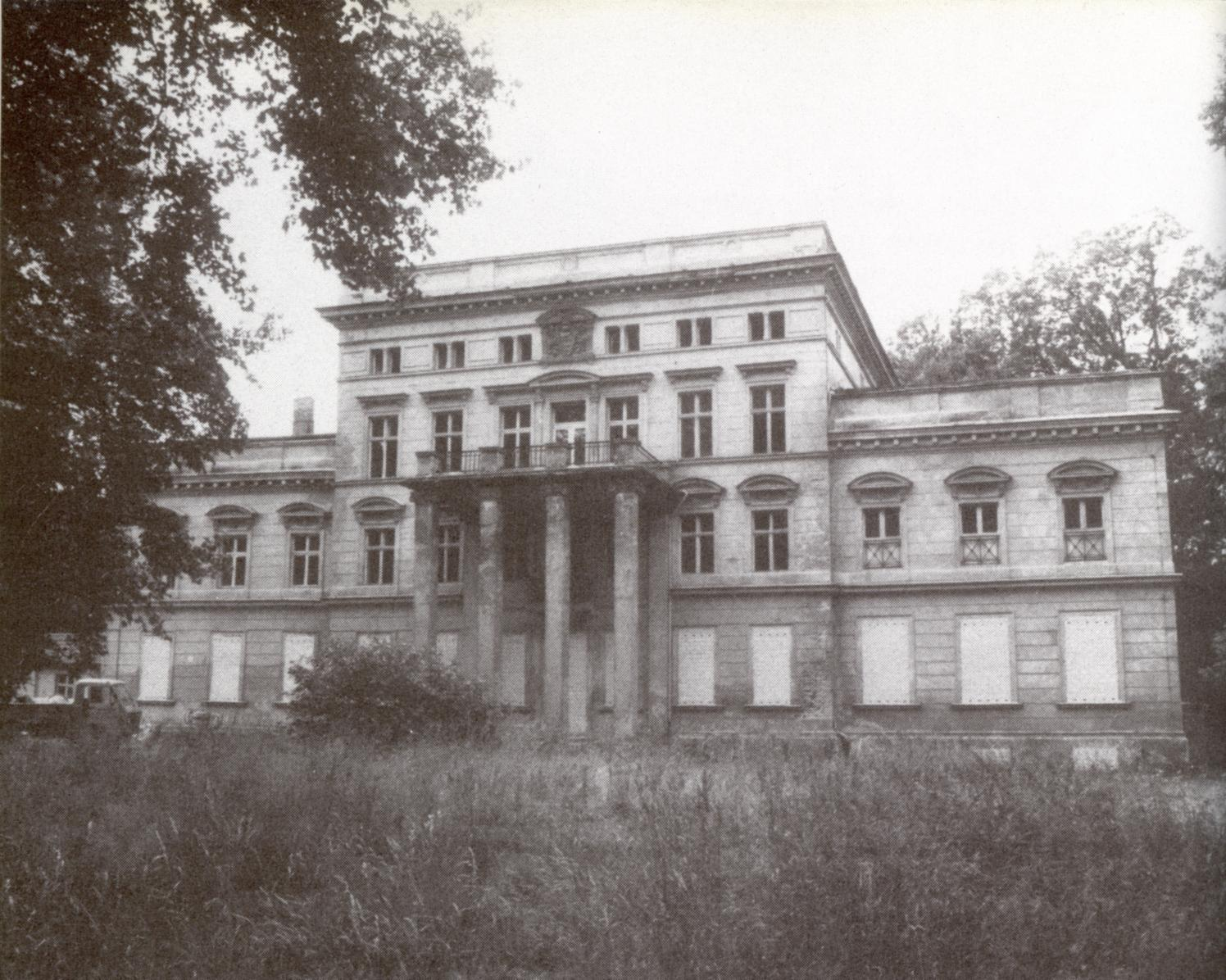
Усадьба в 1985 году
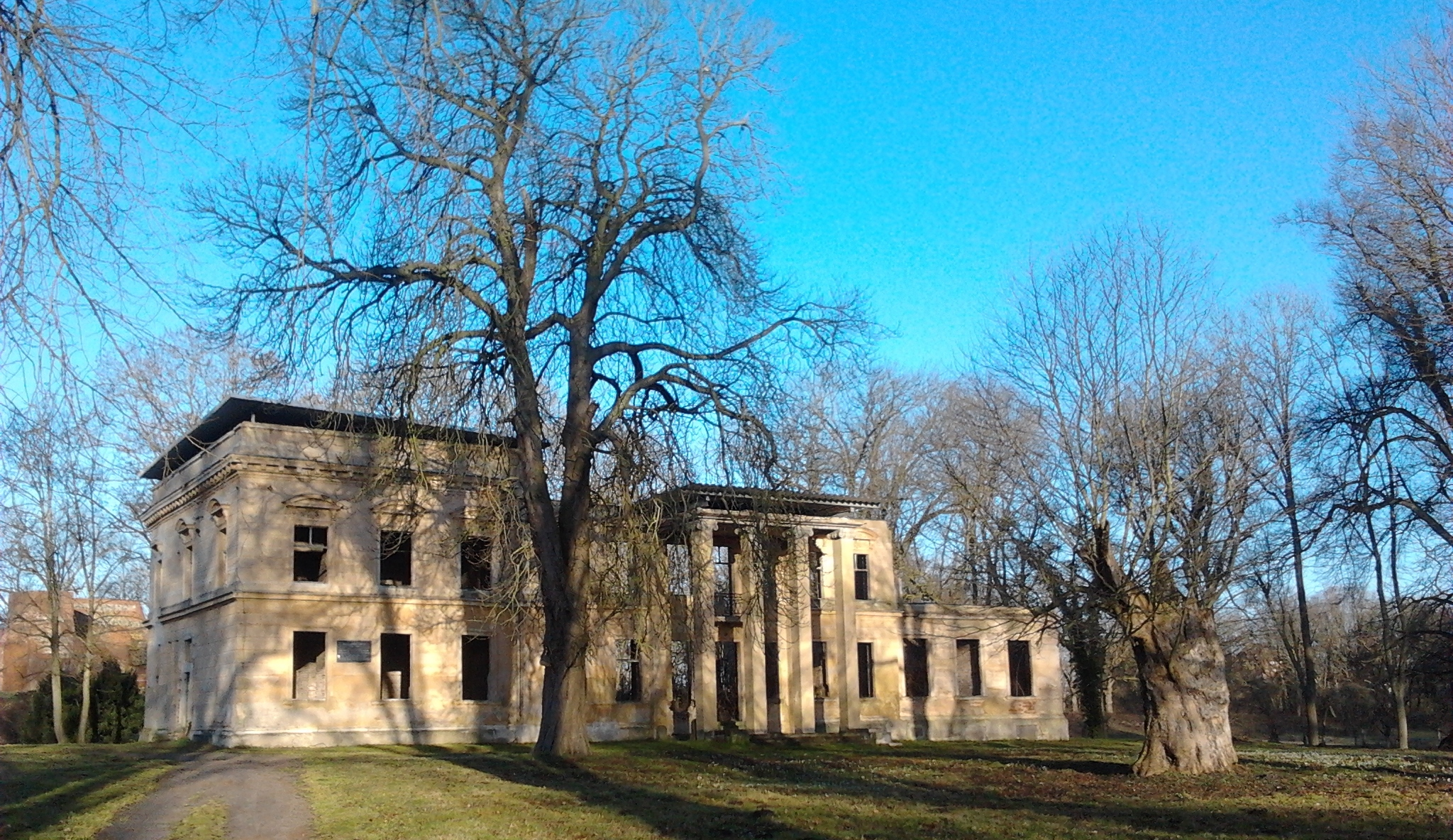
Руины усадьбы в 2014 году